# Kościół St. Etienne w Nevers
Église Saint-Étienne de Nevers (pol. Kościół św. Szczepana w Nevers) – kościół w Nevers, położony na północnym wschodzie starówki miejskiej. Zbudowany w latach 1063 – 1097.